# Hammar, Askersunds kommun
Hammar är en tätort i Askersunds kommun och kyrkbyn i Hammars socken, belägen i sydligaste delen av Örebro län och landskapet Närke strax öster om riksväg 50 och söder om Stora Hammarsundet cirka 10 km sydöst om Askersund. I orten finns Hammars kyrka.
Hammar anlades på mark, tillhörande gamla Hammars gård och är en gammal bruksort.
Hammars Bryggeri ligger i Sänna någon kilometer från tätorten Hammar. Sydöst om orten finns Bastedalens Kinapark.

## Hammars glasbruk
Hammars glasbruk grundades år 1854 och lades ned 1992. De flesta som förvärvsarbetar pendlar numera till Askersund eller Motala. Anläggningen används numer av Svensk Glasåtervinning som där behandlar omkring 225 000 ton glas per år.

## Befolkningsutveckling
| Befolkningsutvecklingen i Hammar 1960–2020 | Befolkningsutvecklingen i Hammar 1960–2020 | Befolkningsutvecklingen i Hammar 1960–2020 | Befolkningsutvecklingen i Hammar 1960–2020 | Befolkningsutvecklingen i Hammar 1960–2020 |
| ------------------------------------------ | ------------------------------------------ | ------------------------------------------ | ------------------------------------------ | ------------------------------------------ |
|                                            |                                            |                                            |                                            |                                            |
| År                                         |                                            |                                            | Folkmängd                                  | Areal (ha)                                 |
| 1960                                       | 1960                                       |                                            | 392                                        |                                            |
| 1965                                       | 1965                                       |                                            | 429                                        |                                            |
| 1970                                       | 1970                                       |                                            | 512                                        |                                            |
| 1975                                       | 1975                                       |                                            | 488                                        |                                            |
| 1980                                       | 1980                                       |                                            | 499                                        |                                            |
| 1990                                       | 1990                                       |                                            | 406                                        | 65                                         |
| 1995                                       | 1995                                       |                                            | 365                                        | 65                                         |
| 2000                                       | 2000                                       |                                            | 304                                        | 65                                         |
| 2005                                       | 2005                                       |                                            | 289                                        | 65                                         |
| 2010                                       | 2010                                       |                                            | 282                                        | 65                                         |
| 2015                                       | 2015                                       |                                            | 266                                        | 64                                         |
| 2020                                       | 2020                                       |                                            | 267                                        | 61                                         |
|                                            |                                            |                                            |                                            |                                            |